# Chevaliidae
Chevaliidae (лат.) — семейство ракообразных из отряда бокоплавов.

## Описание
Боковая цефалическая доля головы слабо расширена, глаз расположен проксимальнее доли; передневентральный край слабо углублен, умеренно выемчатый. Членик 3 мандибулярных пальп асимметричен, дистально округлый, волоски тянутся вдоль большей части заднего края, задний край с волосками разной длины. Гнатопод 1 не увеличен ни у самцов, ни у самок; кокса 1 такая же или больше коксы 2. Гнатопод 2 у самцов крупнее, чем гнатопод 1. Карпус переопода 5 карпус маленький, лунообразный, дактилюс с или без шипа на переднем крае. Уросомиты 1 и 2 сросшиеся. Тельсон без крючков и зубцов.

## Классификация
Включает два рода и около 10 видов.
- инфраотряд Corophiida
  - парвотряд Corophiidira
    - надсемейство Chevalioidea Myers & Lowry, 2003
      - семейство Chevaliidae Myers & Lowry, 2003
        - Bryoconversor Lörz, Myers & Gordon, 2014[5]
        - Chevalia  Walker, 1904[6]